# Джеджула Карпо Омелянович
Карпо Омелянович Джеджула (26 травня 1918, село Обідне, нині Немирівського району Вінницької області — 28 грудня 2001, Київ) — український історик. Доктор історичних наук (1966), професор (1967). Заслужений діяч науки і техніки України (1997). Учасник Німецько-радянської війни, майор військової служби, мав бойові нагороди.

## Життєпис
Народився 26 травня 1918 року у селі Обідне на Вінниччині.
Учасник Німецько-радянської війни, майор військової служби, нагороджений декількома бойовими нагородами, зокрема, орденом Вітчизняної війни II ступеня.
Закінчив Вінницький педагогічний інститут (1937), Одеський університет (1945), Московську вищу дипломатичну школу (1947).
Працював у МЗС УРСР (1945—1948), Київському інституті іноземних мов (1948—1956);
Водночас від 1950 — у Київському університеті: 1954–55 — завідувач кафедри нової і новітньої історії, 1972–88 — завідувач кафедри історії зарубіжних соціалістичних країн та історії південних і західних слов'ян, 1988—1996 — професор цієї ж кафедри.
Від 1997 — на пенсії.
Помер після тяжкої хвороби 28 грудня 2001 року. Похований на Байковому кладовищі разом з дружиною, поряд із могилою брата та його родини.

### Родина
Брат — історик, доктор історичних наук Андрій Джеджула (1915—1971). Племінниця — поетеса Олена Шварц (1948—2010).

## Громадська діяльність
Головний ініціатор заснування Міжнародної слов'янської академії наук (1997), її перший президент і академік.

## Праці
Досліджував питання загальної історії, зокрема історії Великої французької революції (запропонував її нову періодизацію), південних і західних слов'ян.
- Історія Франції. 1954;
- Великая французская буржуазная революция и Европа 1789—1799 гг. 1965;
- Россия и Великая французская революция конца XVIII в. 1966;
- З історії інтернаціональних зв'язків польського і російського народів. 1972;
- Велика французька буржуазна революція кінця 18 ст. і Європа. 1974 (усі — Київ);
- Проблеми побудови розвинутого соціалістичного суспільства на німецькій землі в історіографії СРСР і НДР (60-ті — початок 80-х років) // УІЖ. 1987. № 7 (співавт.).